# پارادوکس پایداری ناپایداری

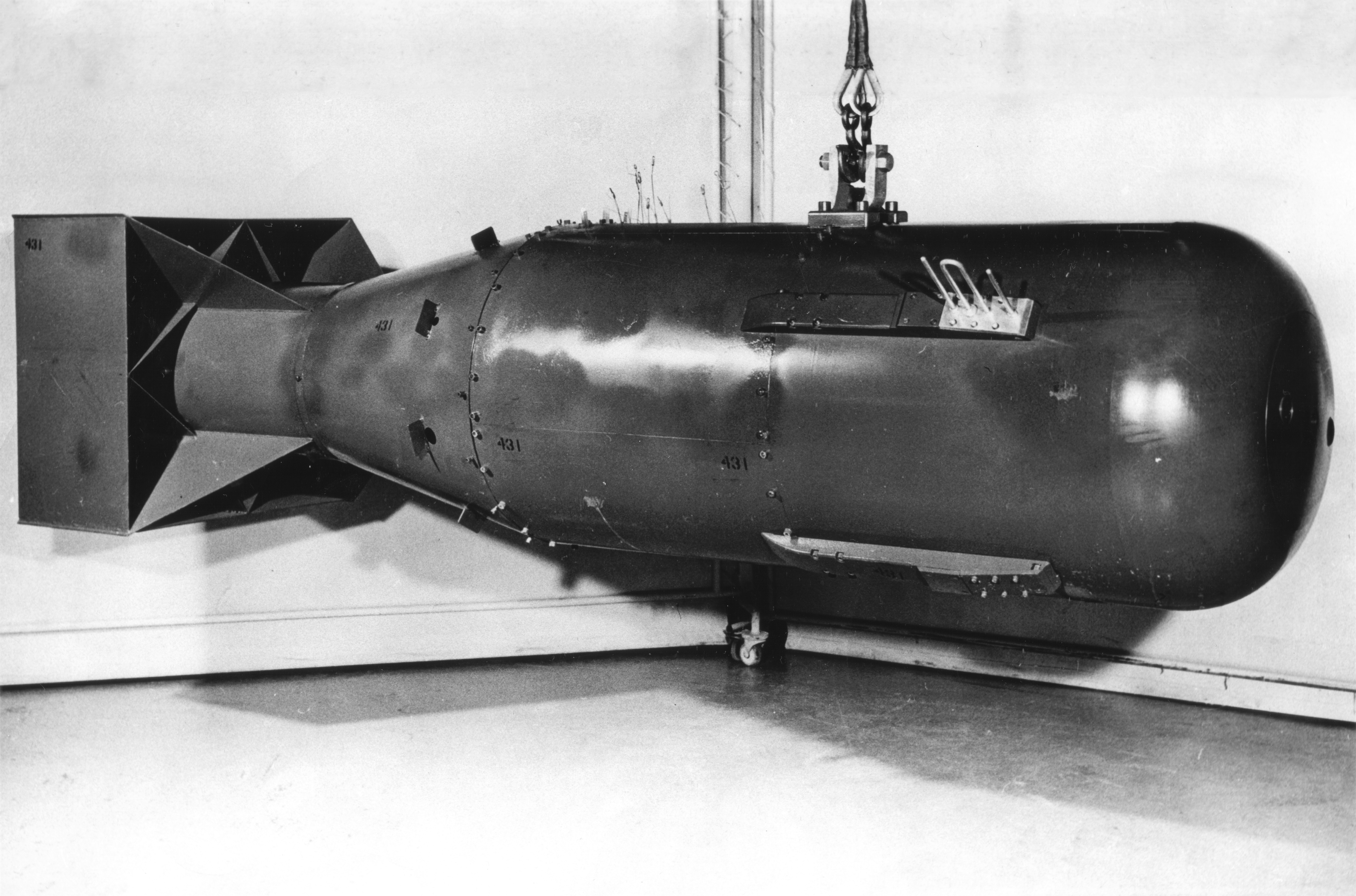
عکس بمب اتمی Little Boy، همان نوع سلاحی که در اوت 1945 در هیروشیما، ژاپن انداخته شد. این اولین عکس از Little Boy بود که توسط دولت ایالات متحده منتشر شد (در سال 1960 از طبقه بندی خارج شد).

پارادوکس پایداری ناپایداری نظریه‌ای در روابط بین‌الملل دربارهٔ آثار سلاح‌های هسته‌ای و تخریب حتمی متقابل است. این تناقض بیان می‌دارد که احتمال جنگ مستقیم بین دو کشور دارای سلاح هسته‌ای بسیار کاهش می‌یابد اما همهنگام احتمال درگیری‌های جزئی یا غیرمستقیم میان آن‌ها افزایش می‌یابد. دلیل این امر آن است که بازیگران خردمند از جنگ هسته‌ای احتراز می‌کنند لذا نه درگیر نزاع‌های عمده و مهیب می‌شوند و نه اجازه می‌دهند که نزاع‌های جزئی پر و بال بگیرند؛ بنابراین درگیری در نزاع‌های جزئی امن و بی‌خطر به نظر می‌رسد. مثلاً هنگام جنگ سرد، ایالات متحدهٔ آمریکا و اتحاد جماهیر شوروی هرگز مستقیماً با یکدیگر نجنگیدند اما درگیر شماری جنگ نیابتی در کره، ویتنام، آنگولا، خاورمیانه، نیکاراگوئه، و افغانستان شدند و مقادیر معتنابهی از پول و نیروی انسانی را مصروف تحت تأثیر قرار دادن جهان سوم کردند.
پژوهشی که در سال ۲۰۰۹ در ژورنال حل منازعه (conflict resolution) منتشر شد فرضیهٔ صلح هسته‌ای را به صورت کمّی ارزیابی کرد و شواهدی مبنی بر صحت تناقض پایداری–ناپایداری یافت. بنا بر این پژوهش اگرچه سلاح‌های هسته‌ای پایداری استراتژیک را افزایش می‌دهند و مانع بروز منازعات در ابعاد بزرگ می‌شوند، همزمان به نزاع‌های کوچک دامن می‌زنند. اما اگر یکی از آن دو کشور متخاصم قدرت هسته‌ای داشته باشد و دیگری فاقد آن باشد، احتمال بروز جنگ بسیار افزایش می‌یابد. در مقابل اگر هر دو کشور متخاصم صاحب جنگ‌افزارهای هسته‌ای باشند، احتمال بروز جنگ به طور چشمگیری کاهش می‌یابد.
این اثر را می‌توان در روابط هند و پاکستان نیز مشاهده کرد.
در نتیجه جنگ‌افزارهای هسته‌ای هم می‌توانند مسبب پایداری باشند و هم ناپایداری.